# Murri (Pakistan)
Murri (in lingua urdu: مری, spesso in inglese Murree) è una città del Pakistan. Nella città è ambientato parte del romanzo Mille splendidi soli di Khaled Hosseini.

## Descrizione
Murri sorge sulle colline di Hazara e di Galyat; è la principale località di villeggiatura della regione e un tehsil del distretto di Rawalpindi. Durante il Raj britannico, la sua altitudine era stata fissata a 7.000 piedi ma attualmente è fissata a 2.300 m (8.000 piedi) s.l.m. Dal 1947 a oggi è stata protagonista di uno sviluppo tumultuoso.
Murri è facilmente raggiungibile da Islamabad e Rawalpindi tramite una strada agevole. Diversi alberi e piante di origine europea (come ciliegi, fragole, lamponi) crescono localmente: Murri è ancor oggi associata con la Gran Bretagna. C'è una chiesa, nel centro della città, costruita nel 1857, tuttora attiva. Certe case datano ancora di quel periodo anche se molti palazzi tipici come il Rich Villa Inn o il Gulberg Hotel sono stati abbattuti.

## Storia
La città è un tipico esempio di hill station, fondate dai britannici durante l'Ottocento per trovare rifugio dalla calura. Fondata nel 1851 da sir Henry Lawrence, governatore del Punjab, era destinata al soggiorno delle truppe di guarnigione vicino alla frontiera afghana, nella zona di Rawalpindi. Fino al 1876 Murri fu sede del governo locale del Punjab (anche della parte ora indiana), successivamente spostato a Shimla.